# Ренцены
Ренцены (Ренцени; латыш. Rencēni) — населённый пункт в Валмиерском крае Латвии. Административный центр Ренценской волости. Находится у автодороги P17 (Валмиера — Руйиена — эстонская граница). Расстояние до города Валмиера составляет около 28 км. По данным на 2015 год, в населённом пункте проживало 552 человека. Есть волостная администрация, начальная школа, детский сад, дом культуры, библиотека, почтовое отделение, аптека.

## История
Населённый пункт возник у бывшего имения Дюкерсхоф.
В советское время населённый пункт был центром Ренценского сельсовета Валмиерского района. В селе располагался колхоз «Зелта друва».